# Карласара I (Виченца)
Карласара I је насеље у Италији у округу Виченца, региону Венето.
Према процени из 2011. у насељу је живело 22 становника. Насеље се налази на надморској висини од 299 м.